# Neufeststellungsantrag nach dem Schwerbehindertenrecht (SGB IX)
Ein Neufeststellungsantrag nach dem Schwerbehindertenrecht (SGB IX), auch Verschlimmerungsantrag genannt, ist ein Antrag, den Menschen mit einer zuerkannten Behinderung stellen können. Die Nachprüfung des ursprünglich ergangenen Bescheides über die jeweils gegebene Behinderung ist zudem von Amts wegen möglich. Dies kann nach Ablauf der sogenannten Heilungsbewährung veranlasst werden, d. h. sofern Beeinträchtigungen wie beispielsweise Krebserkrankungen vorliegen, welche sich bessern können.

## Zweck
Mithilfe des Antrags soll die Neufeststellung eines bescheinigten Behinderungsgrades erwirkt werden.

## Rechtsgrundlage
Die rechtliche Grundlage für einen Neufeststellungsantrag bildet § 152 SGB IX.

## Voraussetzung
Das Schwerbehindertenrecht gewährt Menschen mit Behinderung in der Bundesrepublik Deutschland einen Ausgleich von Nachteilen im täglichen Leben. Um den Nachteilsausgleich beanspruchen zu können, muss der Grad der vorliegenden Behinderung festgestellt werden. Ist dies erfolgt, wird dem Antragsteller ein entsprechender Bescheid zugestellt.
Wenn die Einschränkungen durch die festgehaltene Behinderung über einen Zeitraum von mindestens sechs Monaten größer werden oder neue Beeinträchtigungen zu den vorhandenen Einschränkungen hinzukommen, haben Betroffene die Möglichkeit, einen Änderungsantrag zu stellen, den Neufeststellungsantrag nach dem Schwerbehindertenrecht (SGB IX).

## Zuständigkeit
Der Neufeststellungsantrag ist beim zuständigen Versorgungsamt einzureichen.

## Möglichkeit der Verböserung
Die Antragstellung führt dazu, dass der Behinderungsgrad erneut bestimmt wird. Dies kann sowohl eine Erhöhung als auch eine Absenkung des bis dato zuerkannten Grades der Behinderung zur Folge haben.
Anders als beim Überprüfungsantrag ist beim Neufeststellungsantrag nach dem Schwerbehindertenrecht (SGB IX) eine Verböserung möglich.

## Urteile
- BSG 02.12.2010 - B 9 SB 2/10 B, abgerufen am 14. Januar 2020.
- BSG 06.10.2011 - B 9 SB 23/11 B, abgerufen am 14. Januar 2020.